# 二硒化铀
二硒化铀是一种无机化合物，化学式为USe2。它存在β型，具有斜方晶系。它对应的晶系是PbCl2。晶胞参数为：a = 7.455 Å，b = 4.2320 Å，c = 8.964 Å。该化合物在14 K以下具有铁磁性。
碲可以取代硒，对应的化合物有更大的晶格和更高的铁磁性居里温度。